# 吉田日出子
吉田 日出子（よしだ ひでこ、本名：平松日出子、1944年1月7日 - ）は、石川県出身の女優。

## 来歴・人物
石川県金沢市生まれ。
日出子の祖父である平松福三郎（弁護士）には11人の子がいて、娘の1人は芥川龍之介の秘書だった平松麻素子。麻素子の弟にあたる日出子の父・豊彦は1928年に東京美術学校（現・東京芸術大学）彫刻科を卒業しフランス留学、彫刻家を目指すが徴兵を受け、石川県金沢に駐屯、身重の母親が臨月近くに金沢に来て次女・日出子が生まれる。生後1ヶ月で父は出征、母子は新潟県に疎開した。豊彦は1944年にフィリピン・レイテ島で戦死。1947年、医師だった母は娘二人を連れて東京に戻り、赤羽で医院を開業した。母はその後再婚。一女をもうける。日出子は三姉妹の真ん中（長女は精神科医、三女は建築デザイナーである）。
東京都立北園高等学校卒業後、俳優座養成所に入る。後に劇団文学座の研究生となる。
文芸座退団後、串田和美と1966年に自由劇場を立ち上げた。
1967年、「あたしのビートルズ」「赤目」で紀伊國屋演劇賞受賞。
1976年には「盟三五大切」「天守物語」で紀伊國屋演劇賞受賞。
1979年の『上海バンスキング』が好評を得て、15年間の長期公演となった。
1986年に「ドタ靴はいた青空ブギー」で菊田一夫演劇賞を受賞。
1989年の『社葬』にて第14回報知映画賞最優秀助演女優賞・日本アカデミー助演女優賞を受賞。
1996年2月「黄昏のボードビル」の公演を最後にオンシアター自由劇場は解散した。
独特の声質の持ち主であり、清水ミチコのモノマネレパートリーの1人である。
九条の会の賛同者にも名を連ねている。
2014年11月、著書「私の記憶が消えないうちに」の中で、2007年に主演舞台を降板したことに触れ、それ以前からセリフを覚えることが困難であったこと、普段通っている道でも迷ってしまうことがたびたびあったと告白。脳の検査・診断の結果、前頭葉に傷が見つかり高次脳機能障害であることが判明したと明かした。

## 出演

### テレビドラマ
- 判決 第140話「不思議な老人」（1965年、NET）
- 細雪（1965年、日本テレビ）
- おかあさん 第2シリーズ（TBS）
  - 第296話「麦こがし」（1965年）
  - 第353話「克代の晴着」（1966年）
- NHK劇場 愛のシリーズ（NHK総合）
  - そして夜になった（1965年）
  - 野菜と女（1966年）
- 部長刑事 第391話「暗室」（1966年、朝日放送）
- 繭子ひとり（1966年、NET）
- NHK劇場（NHK総合）
  - 大市民（1966年）
  - 三年目の春（1969年）
- ある勇気の記録 第9話「男になりたい」（1966年、NET・東映）
- 七人の刑事 第265話「二人だけの銀座」（1967年、TBS）
- 東芝日曜劇場 第550話「黄色い雨傘」（1967年、TBS）
- 泣いてたまるか 第56話「仰げば尊し」（1967年、TBS）
- シオノギテレビ劇場 署名のない風景画（1967年、フジテレビ）
- 大奥（1968年 - 1969年、関西テレビ・東映） - ゆき
- 黒部の太陽（1969年、日本テレビ） - 悦子
- ポーラ名作劇場 第90話「不負ということ」（1969年、NET）
- ドラマ特集 風待ちの港（1970年、NHK総合）
- 木枯し紋次郎（フジテレビ）
  - 第1シリーズ 第18話「流れ舟は帰らず」（1972年） - お藤
  - 第2シリーズ 第10話「飛んで火に入る相州路」（1973年） - お浅（お光）
- グランド劇場 七回目の見合い（1972年、日本テレビ） - 信子
- 赤ひげ 第21話「雪明り」（1973年、NHK総合） - おもん
- 銀河テレビ小説（NHK総合）
  - 何処へ（1973年）
  - 僕たちの失敗（1974年）
  - 幸せのとなり（1979年）
  - 裸足のシンデレラ（1988年）
- 大河ドラマ（NHK総合)
  - 勝海舟（1974年） - お篠
  - 峠の群像（1982年） - 町子
- 新十郎捕物帖第21話「鳥と鳥とをとりちがえ」（1974年、朝日放送）
- 必殺シリーズ（朝日放送・松竹）
  - 助け人走る第20話「邪恋大迷惑」（1974年） - おさよ
  - 暗闇仕留人第14話「切なくて候」（1974年） - たよ
  - 必殺仕業人 第11話「あんたこの根性をどう思う」（1976年） - おさと
  - 必殺からくり人・血風編（1976年 - 1977年） - おいね
  - 必殺からくり人・富嶽百景殺し旅（1978年） - おえい
  - 必殺仕事人 第39話「櫛枝斬！子守唄」（1980年） - お房
- 傷だらけの天使 第13話「可愛い女に愛の別れを」（1974年、日本テレビ） - 犬山昭子
- 祭ばやしが聞こえる（1977年 - 1978年、日本テレビ）
- 新・座頭市第2シリーズ 第16話「裸の泣き虫殺人」（1978年、フジテレビ・勝プロダクション）
- 江戸の牙（1979年 - 1980年、テレビ朝日） - おひで
- 非情のライセンス第3シリーズ 第4話「兇悪の女医・ささやく鍵」（1980年、テレビ朝日） - 木本由紀
- 木曜ゴールデンドラマ（よみうりテレビ）
  - 雪国 純白の雪と湯煙りに燃える恋!（1980年）
  - 妻の失ったもの（1981年）
- ピーマン白書 （1980年、フジテレビ）
- 男子の本懐（1981年、NHK総合)
- 和宮様御留（1981年、フジテレビ） - 能登命婦
- ゴールデンワイド劇場妻は何を見たか（1982年、テレビ朝日）
- 野のきよら山のきよらに光さす（1983年、NHK総合） - 矢崎由良
- 火曜サスペンス劇場（日本テレビ）
  - 盲点（1984年）
  - 夜間中学（1998年）
  - 転勤判事4（1998年）
  - 監察医・室生亜季子34・追憶（2004年） - 川村春子
- 流れ星佐吉（1984年、フジテレビ） - お政
- 子供が見てるでしょ!（1985年、TBS）
- 迷宮課刑事おみやさん第13話「6年前に消えた暴力団サギ師が今日…!」（1985年、朝日放送） - 長内警部
- 現代怪奇サスペンス 結婚記念日（1986年、関西テレビ）
- あきれた刑事（1987年 - 1988年、日本テレビ） - 川口礼子
- 徳川家康（1988年、TBS） - 朝日姫
- 土曜ドラマスペシャル ボクの乙女チック殺人事件（1988年、TBS）
- 水曜グランドロマン（日本テレビ）
  - 男友達（1989年）
  - 女同士（1991年）
- 土曜グランド劇場 そのうち結婚する君へ（1994年、日本テレビ）
- 妊娠ですよ（1994年、フジテレビ）
- 土曜ワイド劇場警察署長（1997年 - 2001年、テレビ朝日）
- 土曜ドラマ 流通戦争（1998年、NHK総合） - 橋場早苗
- 金曜エンタテイメント（フジテレビ）
  - おんせんデカ 修善寺温泉駐在日記（1999年11月） - 千賀子
  - ミスDJ–殺しのリクエスト（2001年）
  - 天童よしみの歌姫探偵2（2004年）
  - 所轄刑事（2005年 - ） - 前島いそ子
  - やがて来る日のために（2005年） - 今泉典子
- 京都潜入捜査官第11話「決戦怪しい魔術」（2000年、テレビ朝日）
- 喪服のランデヴー（2000年8月、NHK総合） - 辰岡季里子
- 宮本武蔵（2001年、テレビ東京） - お杉
- 新・星の金貨（2001年、日本テレビ）
- レッツ・ゴー!永田町（2001年、日本テレビ） - 高柳伸子
- 月曜ミステリー劇場 ペットシッター沢口華子の事件簿（2001年 - 2005年、TBS）
- お見合い放浪記（2002年、NHK総合）
- よい子の味方～新米保育士物語～（2003年、日本テレビ）
- ハコイリムスメ!（2003年、フジテレビ）
- マルサ!!東京国税局査察部 第8話「ボロもうけ占い師の巧妙手口」（2003年、フジテレビ）
- 離婚弁護士 第7話「内縁の妻と本妻」（2004年、フジテレビ）
- 女と愛とミステリー 警視庁心理分析捜査官・崎山知子2（2004年、BSジャパン） - 上原美奈子
- 一番大切な人は誰ですか?（2004年、日本テレビ）
- 恋のから騒ぎドラマスペシャルII 〜笑われる女（2005年、日本テレビ）
- 河井継之助 駆け抜けた蒼龍（2005年、日本テレビ） - おとき
- 太閤記〜天下を獲った男・秀吉（2006年、テレビ朝日） - なか
- 古畑任三郎ファイナル「今、甦る死」（2006年、フジテレビ） - 堀部ウメ
- 冬のサクラ（2011年、TBS） - 稲葉百合

### 映画
- 日本春歌考 （1967年） - 金田幸子
- 燃えつきた地図（1968年） - 「つばさ」の女店員
- 眠狂四郎 悪女狩り（1969年）
- ねじ式映画 私は女優（1969年）*ドキュメンタリー
- 手錠無用（1969年） - マリ子
- 奇々怪々 俺は誰だ?!（1969年） - 種村百合子
- 喜劇 女生きてます（1971年）
- 恍惚の人（1973年）
- ダメおやじ（1973年）
- 三婆（1974年）
- 妹（1974年）
- 忍術 猿飛佐助（1976年）
- 新・人間失格（1978年）
- 金田一耕助の冒険（1979年） - 明智文江
- 天平の甍（1980年）
- 上海バンスキング（1988年）
- 快盗ルビイ（1988年）
- 社葬 （1989年）
- 男はつらいよ 寅次郎の告白（1991年） - 聖子
- 国会へ行こう!（1993年） - 松平紀子
- さだおばさん（1994年） - さだおばさん　(さだまさし監督)
- 八つ墓村（1996年）
- ピーター・グリーナウェイの枕草子（1996年）
- 39 刑法第三十九条（1999年）
- 生きたい（1999年）
- 三文役者（2000年）
- ダンボールハウスガール（2001年）
- OUT（2002年）
- ロボコン（2003年）
- CUTIE HONEY キューティーハニー（2003年） - 鬼谷京子
- 東京原発（2004年） - 泉環境局長
- 天国の本屋～恋火（2004年）
- 美式天然（2005年）
- 欲望（2005年）
- 子ぎつねヘレン（2006年） - 森の老婆
- 日本沈没（2006年）
- 神童（2007年）
- サウスバウンド（2007年）

### 舞台
- 山襞 （1966年）
- イスメネ・地下鉄  (1966年)
- もっと泣いてよフラッパー (1977年)
- 上海バンスキング （1979年）
- 海神別荘（1980年、博品館劇場特別公演辻村寿三郎の世界） - 美女（声の出演）[5]
- クスコ‐愛の叛乱‐ （1982年）
- 阿呆劇トゥーランドット姫 （1997年）
- 浅草パラダイス （1998年）
- 愛の勝利 （1999年）
- 花 （2000年）
- 母アンナ・フィアリングとその子供たち （2005年）
- 獅童流 森の石松 （2006年）
- 上海バンスキング(再演)（2010年）

### テレビアニメ
- ダメおやじ（1974年）
- トキ この地球（ほし）の未来を見つめて（2003年）

### 劇場アニメ
- 迷宮物語（1987年）[6]

### ラジオ
- 夜のバラード - パーソナリティ（1968年10月～1969年9月、TBSラジオ）

ラジオドラマ
- ぼんくら・日暮らし（2005年10月 - 2006年3月、ABCラジオ） - 葵 役

### バラエティ
- 巨泉・前武のゲバゲバ90分!! （1969年 - 1971年、日本テレビ）
- カリキュラマシーン （1974年 - 1978年、日本テレビ）

### CMナレーション
- 明星食品 チャルメラ（1990年）
- イオナ（2002年）
- 大鵬薬品・チオビタドリンク（2002年）
- 純米焼酎白岳しろ（2004年）
- ユニ・チャームペットケア「猫元気7才以上」（2004年）
- アテント（2004年、2006年）
- サントリー銀座カクテル（2006年 - 2008年）

### テレビCM
- 電電公社（現：NTT） プッシュホン（1982年）
- 積水化学工業 ニオイの見張り番（1983年）
- 片岡物産 アストリアハイミックスCOFFEE（1983年）共演：タモリ
- 伊奈製陶（現：LIXILのINAXブランド）、INAX シャワートイレ（1983-1985年）
- ヤマハ発動機 パッソルⅡ（1982年）

## 著書
- 女優になりたい（1993年、晶文社）
- 私の記憶が消えないうちに（2014年、講談社）

## ディスコグラフィ

### シングル
1. ウェルカム上海（1991年9月25日）
2. あどけない話（1992年6月25日）

### アルバム

#### オリジナルアルバム
1. 上海バンスキング（1981年）
2. もっと泣いてよフラッパー（1982年）
3. 上海バンスキングII（1983年、トリオレコード、3B-28010）
4. ドタ靴はいた青空ブギー（1986年10月25日）
5. 上海バンスキング2 & 自由劇場オリジナル・バンド（1988年2月21日）
  - 吉田日出子&自由劇場オリジナル・バンド名義
6. セントルイス・ブルース（1988年5月21日）
  - 吉田日出子&自由劇場オリジナル・バンド名義

#### ベストアルバム
1. 上海バンスキング ベスト・セレクション（1987年6月21日）
2. 吉田日出子『上海バンスキング』ベスト撰集 〜懐かしきジャズ・ソング…それは夢の前借り<バンス>〜（2001年9月21日）
3. 上海バンスキング ツイン・ベスト（2001年9月21日）
4. ショートボート・イヤーズ 吉田日出子（2004年8月25日）
5. 究極のベスト! 吉田日出子/上海パンスキング（2005年7月27日）
6. 上海バンスキング/吉田日出子 名選集（2007年2月21日）